# Ernst Ahl
Christoph Gustav Ernst Ahl (* 1. September 1898 in Berlin; † wohl 1945 in Jugoslawien) war ein deutscher Zoologe, Ichthyologe und Herpetologe.

## Leben
Ahl war der Sohn des Geheimen Rechnungsrats Gustav Ahl und dessen Ehefrau Martha. Die beiden Eltern hatten neben Ernst noch einen weiteren Sohn. Ab seinem sechsten Lebensjahr besuchte Ernst Ahl das Realgymnasium in Berlin-Lichtenberg und legte 1916 das Notabitur ab und per Gestellungsbefehl sofort zum Kriegsdienst eingezogen und nach kurzer Ausbildungszeit an die Front versandt. Über das Ende des Ersten Weltkriegs hinaus war er bis Anfang 1919 im 3. Garde-Fußartillerie-Regiment diente. Er wurde zum Vizefeldwebel und Offiziersaspiranten ernannt. Anschließend studierte er an der Berliner Friedrich-Wilhelms-Universität Naturwissenschaften mit Schwerpunkt Zoologie. Er gehörte der Burschenschaft Neogermania Berlin an. Am 17. November 1921 wurde er dort mit der Dissertationsschrift Zur Kenntnis der Knochenfischfamilie Chaetodontidae insbesondere der Unterfamilie Chaetodontinae promoviert.
Vom 1. Dezember 1921 bis zum 31. Januar 1923 war Ahl als wissenschaftlicher Hilfsarbeiter in der herpetologischen und ichthyologischen Abteilung des Zoologischen Museums der Berliner Universität. Am 1. Februar 1923 übernahm er in der Nachfolge des pensionierten Herpetologen Gustav Tornier (1859–1938), mit dem er befreundet war, dessen herpetologische Abteilung als Volontär-Assistent. Mit dieser kustodialen Betreuung der Abteilung beginnt eine produktive Zeit, da unter anderem nun erstmals seit dem Ende des Ersten Weltkriegs wieder publiziert wird. Unter vielem anderen erfolgt 1924 seine Erstbeschreibung des Amazonasfisches Hemigrammus rhodostomus, der später ihm zu Ehren Ahls Rotmaulsalmler genannt wurde. Am 1. Oktober 1927 wurde Ahl zum wissenschaftlichen Oberassistenten ernannt und wurde im selben Jahr bis 1934 Chefredakteur der Zeitschrift Das Aquarium.
Nach der Machtergreifung trat er nicht nur der SA, sondern zum 1. Mai 1933 auch der NSDAP bei (Mitgliedsnummer 2.838.794). Als Mitglied im Altherrenbund seiner Burschenschaft Neogermania blieb er Mitgliedsbeiträge schuldig und bei der 1938 erfolgten Überführung des Altherrenbundes in den Nationalsozialistischen Altherrenbund (NSAHB) kam er der Aufforderung zum Ausfüllen neuer Aufnahmeanträge nicht nach, sodass er ausgeschlossen wurde. In der Folge kam er mehrfach mit dem NS-Staat in Konflikt. In einem Hauptverfahren wurde er ebenfalls 1938 der „Interessenlosigkeit gegenüber der Partei“ angeklagt, kam aber mit einem Verweis davon. Im selben Jahr folgte sein Ausschluss aus dem „Reichsbund der Deutschen Beamten“ und am 3. März 1939 der Ausschluss aus der NSDAP, gegen den er Berufung einlegte. Am 31. März 1941 erfolgte seine Entlassung aus dem Museumsdienst und damit das Ende seiner bisherigen beruflichen Zukunft – dies allerdings laut erhaltenen Schreiben vor allem, weil er sich als Beamter stark verschuldet hatte und mehrfach gepfändet wurde. Für den 6. Dezember 1944 ist die Wiederaufnahme in die Partei auf seiner Karte vermerkt.
Fünf Tage vor dem Ausbruch des Zweiten Weltkriegs, am 27. August 1939, wurde Ahl einberufen. Er nahm als Wachtmeister einer Artillerie-Einheit am Überfall auf Polen teil, wurde verwundet und kam im November 1939 in ein Lazarett nach Frankfurt (Oder). Nachdem er genesen war, wurde er beim Deutschen Afrikakorps in Nordafrika eingesetzt. Nach der Rückkehr aus Nordafrika wurde er nach Jugoslawien abkommandiert. Dort war er zuletzt westlich von Nevesinje in der Herzegowina als Angehöriger der Einheit 10./Heeres-Küsten-Artillerie-Abteilung 649 tätig. Ab 14. Februar 1945 gilt er als „vermißt“.
Zwei Eidechsenarten tragen seinen Namen: die kubanische Anolis ahli und die neuguineische Emoia ahli.

## Schriften (Auswahl)
- Ichthyologische Mitteilungen I. Eine Revision der Characiniden-Gattung „Metynnis“. In: Mitteilungen aus dem Zoologischen Museum in Berlin 11, Nr. 1 (1923), S. 15–31.
- Beschreibungen dreier neuer Welse aus Brasilien. In: Zoologischer Anzeiger, 116, Nr. 3–4 (1936), S. 109–11.
- Diagnosen einiger neuer südamerikanischer Süßwasserfische. In: Sitzungsberichte der Gesellschaft Naturforschender Freunde zu Berlin (1931), S. 405–409.